# Amanda Root
Amanda Root (* 1963 in Essex, England) ist eine britische Schauspielerin.

## Leben und Leistungen
Root absolvierte die als elitär geltende Schauspielschule von Webber Douglas. Sie debütierte im Fernsehfilm This Lightning Always Strikes Twice aus dem Jahr 1985. Im Jahr 1987 wurde sie Mitglied der Royal Shakespeare Company, wo sie in fünf darauffolgenden Jahren in zahlreichen Theaterstücken auftrat. In den späteren Jahren erfolgten weitere Theaterauftritte auf den Bühnen der Londoner Oxford Stage Company (1999) und des Almeida Theatre (2000).
Im Fernsehfilm Ein Mann kehrt heim (1993) spielte Root an der Seite von Ciarán Hinds eine der größeren Rollen. Im Filmdrama Jane Austens Verführung (1995) spielte sie neben Ciarán Hinds eine der Hauptrollen. Im Filmdrama Jane Eyre (1996) von Franco Zeffirelli trat sie an der Seite von Charlotte Gainsbourg auf. Im Fernsehdrama Love Again (2003) spielte sie eine der größeren Rollen neben Tara Fitzgerald.

## Filmografie (Auswahl)
- 1985: This Lightning Always Strikes Twice
- 1993: Ein Mann kehrt heim (The Man Who Cried)
- 1993: The Buddha of Suburbia (Miniserie)
- 1993–2018: Casualty (Fernsehserie, 3 Folgen)
- 1995: Jane Austens Verführung (Persuasion)
- 1996: Jane Eyre
- 1999: Was geschah mit Harold Smith? (Whatever Happened to Harold Smith?)
- 2000: Anna Karenina (Miniserie)
- 2002: Daniel Deronda
- 2003: Love Again
- 2003: Inspector Barnaby (Midsomer Murders) Fernsehserie, Staffel 6, Folge 1: Der Tod und die Lady (A Talent For Life)
- 2005: Empire (Miniserie)
- 2008: Mrs. McGinty ist tot (Agatha Christie’s Poirot; Fernsehserie, Folge: Mrs McGinty’s Dead)
- 2012: Inspector Banks (Krimiserie 2010–2016, Folge: Die letzte Rechnung)
- 2015: Death in Paradise (Krimiserie seit 2011, Staffel 04, Folge 3: Ein bitterer Nachgeschmack)
- 2015: New Tricks – Die Krimispezialisten (New Tricks, Fernsehserie, Staffel 12, Folge 8)
- 2017: Sherlock – Die sechs Thatchers (The Six Thatchers, Fernsehfilm)
- 2019: Silent Witness (Fernsehserie, 1 Folge)
- 2020: Summerland
- 2024: Rentierbaby (Baby Reindeer, 3 Folgen)